# Anna Sloan
Pour les articles homonymes, voir Sloan.
Anna Sloan, née le 5 février 1991 à Lockerbie en Écosse, est une curleuse écossaise. 
Elle remporte le titre de championne du monde aux championnats du monde à Riga en Lettonie en 2013. Elle a aussi gagné le championnat d'Europe 2011 à Moscou. Elle participe sous les couleurs de la Grande-Bretagne aux Jeux olympiques d'hiver de 2014 à Sotchi et y remporte la médaille de bronze.

## Palmarès

### Jeux olympiques
- Médaillée de bronze olympique lors des Jeux olympiques d'hiver de 2014 à Sotchi. ( Russie)

### Championnats du monde
- 9e du Championnat du monde 2011 à Esbjerg. ( Danemark)
- 6e du Championnat du monde 2012 à Lethbridge. ( Canada)
- Championne du monde lors du Championnat du monde 2013 à Riga. ( Lettonie)
- 4e du Championnat du monde 2015 à Sapporo. ( Japon)
- 5e du Championnat du monde 2016 à Swift Current. ( Canada)

### Championnats d'Europe
- Vice-championne d'Europe lors du Championnat d'Europe 2010 à Champéry. ( Suisse)
- Championne d'Europe lors du Championnat d'Europe 2011 à Moscou. ( Russie)
- Vice-championne d'Europe lors du Championnat d'Europe 2012 à Karlstad. ( Suède)
- Vice-championne d'Europe lors du Championnat d'Europe 2013 à Stavanger. ( Norvège)
- Troisième lors du Championnat d'Europe 2014 à Champéry. ( Suisse)
- Vice-championne d'Europe lors du Championnat d'Europe 2015 à Esbjerg. ( Danemark)
- Troisième lors du Championnat d'Europe 2016 à Glasgow. ( Écosse)